# Джгамадзе, Роберт Георгиевич
Ро́берт Гео́ргиевич Джгама́дзе (род. 13 июня 1937) — советский борец, чемпион и призёр чемпионатов СССР по вольной борьбе, призёр чемпионатов СССР по самбо, призёр чемпионата Европы по дзюдо, призёр чемпионата мира по вольной борьбе, мастер спорта СССР (1958). Почётный мастер спорта (1967). Заслуженный тренер РСФСР. Судья всесоюзной категории (1976).

## Спортивные достижения
- Чемпионат СССР по самбо 1960 года — ;
- Чемпионат СССР по вольной борьбе 1960 года — ;
- Чемпионат СССР по вольной борьбе 1961 года — ;
- Чемпионат СССР по самбо 1965 года — .